# Darren Ford
Pour les articles homonymes, voir Ford (homonymie).
Darren Scott Ford (né le 1er octobre 1985 à Vineland, New Jersey, États-Unis) est un joueur de champ extérieur au baseball. Il est sous contrat avec les Giants de San Francisco de la Ligue majeure de baseball.

## Biographie

### Carrière
Après des études secondaires à la Vineland High School de Vineland (New Jersey) où il brille notamment en baseball et en athlétisme (sprint), Darren Ford suit des études supérieures au Chipola College. Il est repêché le 7 juin 2004 par les Brewers de Milwaukee au 18e tour de sélection. Il signe son premier contrat professionnel le 15 mai 2005 après avoir achevé la saison 2005 sous les couleurs du Chipola College. 
Encore joueur de Ligues mineures, Ford est échangé aux Giants de San Francisco le 20 juillet 2008. Il part chez les Giants en compagnie du lanceur de ligues mineures Steve Hammond, en retour du joueur de champ intérieur Ray Durham.
Il passe encore deux saisons en Ligues mineures au sein des clubs-écoles des Giants avant d'effectuer ses débuts en Ligue majeure le 1er septembre 2010. Il est appelé comme coureur suppléant et marque un point lors d'une rencontre face aux Rockies du Colorado. Ford doit d'ailleurs se contenter de disputer quelques bouts de parties comme coureur suppléant en fin de saison 2010, avec aucun passage au bâton en sept entrées en jeu. Sa vitesse est l'un des points forts de son jeu. En six saisons en ligues mineures, il compte 288 buts volés. En 2011, il vole 7 buts et marque 7 points pour les Giants en 26 parties. Il devient agent libre en novembre.
En décembre 2011, Ford signe un contrat des ligues mineures avec les Mariners de Seattle et reçoit une invitation à leur camp d'entraînement de 2012. Il ne joue qu'en ligue mineure pour les Rainiers de Tacoma en 2012. Le 6 novembre 2012, il est mis sous contrat par les Pirates de Pittsburgh. Il évolue pour leur club-école, les Indians d'Indianapolis, en 2013.
Il revient dans l'organisation des Giants de San Francisco le 9 mars 2014.

### Affaire judiciaire
Ford est impliqué dans un fait divers en juillet 2010. La police établit qu'il a fait une faux témoignage en novembre 2009 à propos d'une agression dont il aurait été la victime. Ford avait alors déclaré que son téléphone portable et une somme de 300 dollars lui avaient été dérobées. Il est inculpé de faux témoignage, d'entrave à la justice et de conspiration. Il est laissé en liberté. Il passe devant les tribunaux en décembre 2010 et en janvier 2011, mais évite le procès et un éventuel passage en prison en profitant du programme de Pre-Trial Intervention possible car il s'agissait de sa première infraction.

## Statistiques
| Saison | Équipe        | G | AB | R | H | 2B | 3B | HR | RBI | SB | BA |
| ------ | ------------- | - | -- | - | - | -- | -- | -- | --- | -- | -- |
| 2010   | San Francisco | 7 | 0  | 1 | 0 | 0  | 0  | 0  | 0   | 2  | -  |
| Totaux | Totaux        | 7 | 0  | 1 | 0 | 0  | 0  | 0  | 0   | 2  | -  |

Note : G = Matches joués ; AB = Passages au bâton; R = Points ; H = Coups sûrs ; 2B = Doubles ; 3B = Triples ; 
HR = Coup de circuit ; RBI = Points produits ; SB = Buts volés ; BA = Moyenne au bâton.